# 2014 JC92
2014 JC92 est un objet transneptunien faisant partie des cubewanos avec un diamètre d'environ 320 km.